# درگ (دولت نظامی موقت سوسیالیستی اتیوپی)
دِرگ (امهری: ደርግ)، رسماً شورای اداری نظامی موقت (PMAC), دیکتاتوری نظامی مارکسیست-لنینیست بود که از ۱۹۷۴ تا ۱۹۸۷ بر اتیوپی، سپس شامل اریتره کنونی، حکومت کرد، زمانی که رهبری نظامی یا حکومت نظامی حکومت را به‌طور رسمی " غیر نظامی " کرد اما تا سال ۱۹۹۱ در قدرت باقی ماند
درگ در ۲۱ ژوئن 1974 به عنوان کمیته هماهنگی نیروهای مسلح، پلیس و ارتش سرزمینی توسط افسران ارتش امپراتوری اتیوپی و اعضای پلیس به رهبری رئیس منگیستو هایله ماریم تأسیس شد. در ۱۲ سپتامبر ۱۹۷۴، درگ دولت امپراتوری اتیوپی و امپراتور هایله سلاسی را طی اعتراضات گسترده سراسری سرنگون کرد و سه روز بعد رسماً نام خود را به شورای اداری نظامی موقت تغییر داد. در مارس ۱۹۷۵، درگ سلطنت را لغو کرد و اتیوپی را به عنوان یک دولت مارکسیست-لنینیست با خود به عنوان حزب پیشتاز در یک دولت موقت تأسیس کرد. لغو فئودالیسم، افزایش سواد، ملی شدن، و اصلاحات ارضی گسترده از جمله اسکان مجدد و روستانشینی از ارتفاعات اتیوپی در اولویت قرار گرفت. منگیستو در سال ۱۹۷۷ رئیس‌جمهور شد و کمپین سرکوب سیاسی ترور سرخ (قی شیبیر) را برای از بین بردن مخالفان سیاسی راه اندازی کرد و ده‌ها هزار نفر بدون محاکمه زندانی و اعدام شدند.
در اواسط دهه ۱۹۸۰، اتیوپی با مسائل متعددی مانند خشکسالی، زوال اقتصادی و اتکای فزاینده به کمک‌های خارجی، بهبودی پس از جنگ اوگادن، و قحطی ۱۹۸۳–۱۹۸۵ که خود درگ بیش از یک میلیون کشته در طی آن تخمین زد. زمان قدرت است درگیری‌های بین درگ و شبه‌نظامیان قومی مختلف، به‌ویژه جنگ داخلی اتیوپی و جنگ استقلال اریتره، شاهد تجدید حیات تدریجی بود. منگیستو در سال ۱۹۸۷ درگ را لغو کرد و جمهوری دموکراتیک خلق اتیوپی را به رهبری حزب کارگران اتیوپی، با دولت جدید متشکل از غیرنظامیان اما همچنان تحت سلطه اعضای درگ تشکیل داد.